# Shemagh

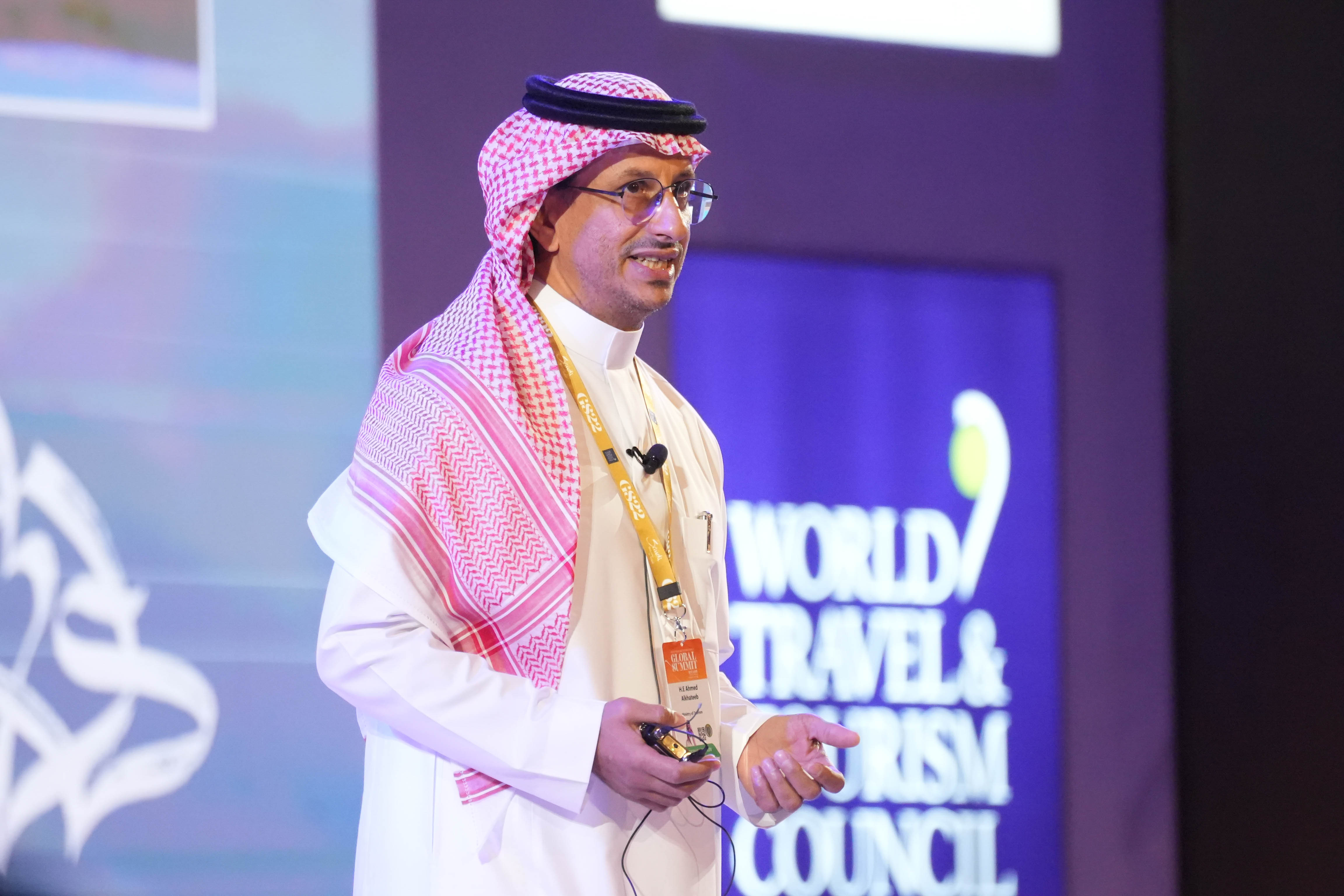
Un homme portant un shemagh maintenu par un agal.

Le shemagh (en arabe : شماغ,  shemāgh) est un accessoire vestimentaire masculin porté au Moyen-Orient, notamment par les Bédouins. On le rencontre ainsi en Syrie, en Palestine, au Koweït, en Irak, en Arabie saoudite et dans les pays du Golfe Persique[réf. nécessaire].
Ce type de keffieh à motif rouge et blanc sert à se couvrir le visage de la chaleur du désert.

## Coupe du monde 2022
Lors de la Coupe du monde de football 2022, les ghutra et shemagh sont proposés de manière personnalisée aux couleurs des équipes qualifiées pour le tournoi. De même,, la dishdasha qui accompagne ces couvre-chefs est également personnalisée. Ces habits sont ainsi comparés aux vuvuzelas lors de la Coupe du monde de football 2010 en Afrique du Sud.